# Benešovský vikariát
Benešovský vikariát je územní část pražské arcidiecéze. Tvoří ji 7 farností. Okrskovým vikářem je P. Mgr. Marcel Timko. Vikariát se rozléhá v jižní části arcidiecéze pražské. Na severu sousedí s vikariátem jílovským, na východě s vikariátem vlašimským, na jihu s vikariátem táborským diecéze českobudějovické a na západě s vikariátem příbramským.

## Osoby ve vikariátu ustanovené
Osobami ve vikariátu ustanovenými jsou:
- vdp. P. Mgr. Marcel Timko - okrskový vikář
- Roman Lutz - stavební technik
- Klára Šabatová - vikariátní referentka Odboru správy pozemků

## Farnosti vikariátu
Reforma církevní správy započatá v české církevní provincii v roce 2004 proběhla v benešovském vikariátu v polovině roku 2009. Dne 13. července 2009 byly sloučeny farnosti:
- farnost Okrouhlice[3] s farností Benešov
- farnosti Chotýšany,[4] Popovice u Benešova[5] a Postupice[6] s farností Bystřice u Benešova
- farnosti Bělice,[7] Maršovice[8] a Neveklov[9] s farností Křečovice
- farnosti Kozmice u Benešova[10] a Vranov u Benešova[11] s farností Poříčí nad Sázavou
- farnosti Arnoštovice[12] a Červený Újezd[13] s farností Sedlec-Prčice
- farnosti Václavice u Benešova[14] a Vysoký Újezd u Benešova[15] s farností Týnec nad Sázavou
- farnosti Jankov,[16] Ouběnice[17] a Vrchotovy Janovice[18] s farností Votice

| Farnost             | Správce                                               | Další duchovní ve farnosti                                                                    | Farní kostel                 | Další kostely |
| ------------------- | ----------------------------------------------------- | --------------------------------------------------------------------------------------------- | ---------------------------- | --- |
| Benešov             | P. Mgr. Marcel Timko farář a okrskový vikář           |                                                                                               | Kostel svatého Mikuláše      | - Kostel svaté Anny (Benešov) - Kostel svatého Jakuba (Chvojen) - Kostel svatého Vavřince (Okrouhlice) |
| Bystřice u Benešova | P. ThLic. Antoni Kośmidek administrátor               |                                                                                               | Kostel svatého Šimona a Judy | - Kostel svatého Martina (Tožice) - Kostel Nalezení svatého Kříže (Nesvačily) - Kostel svatého Havla (Chotýšany) - Kostel svatého Jakuba Staršího (Popovice) - Kostel svatého Martina (Postupice)                                                                                             |
| Křečovice           | ICLic. Mgr. S.T.B. Štefan Brinda, Ph.D. administrátor | Ladislav Souček rektor klášterní kaple Naší Paní nad Vltavou v klášteře Naší Paní nad Vltavou | Kostel svatého Lukáše        | - Kostel svaté Máří Magdaleny (Bělice) - Kostel Zvěstování Panny Marie (Maršovice) - Kostel svatého Petra a Pavla (Hodětice) - Kostel svatého Havla (Neveklov) - Kostel svatého Václava (Chvojínek) - Kostel Panny Marie, Matky jednoty křesťanů (Poličany)                                   |
| Poříčí nad Sázavou  | P. Ing. Ondřej Kapasný administrátor                  |                                                                                               | Kostel svatého Havla         | - Kostel svatého Jakuba Staršího (Kozmice) - Kostel svatého Havla (Teplýšovice) - Kostel svatého Petra (Poříčí nad Sázavou) - Kostel svatého Klementa (Lštění) - Kostel svatého Václava (Vranov)                                                                                              |
| Sedlec-Prčice       | P. Mgr. Martin Vlček administrátor                    |                                                                                               | Kostel svatého Jeronýma      | - Kostel svatého Šimona a Judy (Arnoštovice) - Kostel svatého Matouše (Červený Újezd) - Kostel svatého Vavřince (Prčice) |
| Týnec nad Sázavou   | P. Mgr. Bedřich Vymětalík farář                       |                                                                                               | Kostel svatého Šimona a Judy | - Kostel Nanebevzetí Panny Marie (Netvořice) - Kostel svatého Bartoloměje (Ledce) - Kostel svaté Kateřiny Alexandrijské (Chrást nad Sázavou) - Kostel svatého Václava (Václavice u Benešova) - Kostel Narození Panny Marie (Vysoký Újezd)                                                     |
| Votice              | P. Mgr. Václav Revenda administrátor                  | Stanislav Zápotocký výpomocný duchovní                                                        | Kostel svatého Václava       | - Kostel svatého Jana Křtitele (Jankov) - Kostel svatého Havla (Ratměřice) - Kostel svaté Markéty (Ouběnice) - Kostel svatého Františka z Assisi (Votice) - Kostel Nanebevzetí Panny Marie (Martinice) - Kostel Všech svatých (Olbramovice Ves) - Kostel svatého Martina (Vrchotovy Janovice) |